# アラン・ハンセン
アラン・デヴィッド・ハンセン（Alan David Hansen MBE、1955年6月13日 － ）は、スコットランド出身の元サッカー選手。現役時代のポジションはDF。
スコットランドのパーティック・シッスルでプロデビューし、1975-76シーズンにはクラブをリーグ優勝へ導いた。1977年にリヴァプールへエムリン・ヒューズの後釜として移籍、13シーズンに渡り在籍、通算620試合に出場、8度のファーストディヴィジョン優勝、3度のチャンピオンズカップ制覇を含む25個のタイトルを手にした。怪我の影響で1991年に引退した。
スコットランド代表としても26キャップを数え、1982 FIFAワールドカップではリヴァプールのチームメイトでもあるケニー・ダルグリッシュやグレアム・スーネスなどと共にグループリーグの3試合でプレーした。
1999年、 ワールドサッカー誌の20世紀の偉大なサッカー選手100人で93位に選出された。